# Заикин, Геннадий Сергеевич
Геннадий Сергеевич Заикин (20 февраля 1941, Гаврилково, Ярославская область — 6 апреля 1990, Свердловск) — архитектор, ректор Свердловского архитектурного института.

## Биография
Геннадий Сергеевич Заикин родился 20 февраля 1941 года в селе Гаврилково Рыбинского района Ярославской области.
В 1958 г. окончил Московский политехникум, получил специальность техника-строителя. В 1960 г. вступил в ряды КПСС. Работал прорабом на стройках Алтая, откуда в 1962 г. призван в армию.
После демобилизации в 1965 г. поступил в Уральский политехнический институт им. Кирова на строительный факультет, специальность «архитектура». Был комиссаром студенческих отрядов института. Избирался секретарём комсомольской организации УПИ.
В 1971 г. окончил Уральский филиал МАрхИ, оставлен для научно-педагогической работы на кафедре основ архитектурного проектирования. С 1974 г. по 1977 г. учился в очной аспирантуре МАРХИ. Является одним из авторов программы «Каменный пояс». В 1977 г. защитил диссертацию на соискание учёной степени кандидата архитектуры по специальности «Градостроительство, районная планировка, архитектура сельских населённых мест».
С 1977 по 1978 работал старшим преподавателем кафедры основ архитектурного проектирования Свердловского архитектурного института, а с 1978 г. — зав. кафедрой градостроительства. В 1980 г. присвоено ученое звание доцента. В 1983 г. назначен проректором по учебной работе. В 1986 г. вступил в члены Союза архитекторов РСФСР. В институте осуществлял руководство курсовым и дипломным архитектурным проектированием. Читал курс лекций по теории архитектуры и градостроительства. Принимал участие и являлся научным руководителем научных исследований, включённых в планы УНЦ АН СССР, Минвуза РСФСР, Министерства культуры РСФСР.
В 1987 г. впервые среди вузов страны был избран ректором института на альтернативной основе. Неоднократно избирался депутатом Кировского района и Свердловского горсовета. Являлся председателем Президиума Свердловского областного отделения Всесоюзного общества охраны памятников истории и культуры. За успехи в научной, методической и общественной работе отмечен дипломами ЦК ВЛКСМ, Минвуза СССР, местных партийных и комсомольских органов. Награждён орденом «Знак Почёта» (1986), двумя медалями, знаком «Победитель соцсоревнования».
Скончался 6 апреля 1990 года, похоронен на Широкореченском кладбище Екатеринбурга.